# 961 Ґунні
961 Ґунні (961 Gunnie) — астероїд головного поясу, відкритий 10 жовтня 1921 року.
Тіссеранів параметр щодо Юпітера — 3,339.